# Veľká Hradná
Veľká Hradná (hongrois : Nagyradna) est un village de Slovaquie situé dans la région de Trenčín.

## Histoire
La première mention écrite du village date de 1329.

## Démographie

### Évolution de la population
| Année:               | 1994. | 2004.   | 2014.   | 2024.    |
| -------------------- | ----- | ------- | ------- | -------- |
| Nombre de personnes: | 688   | 656     | 698     | 772      |
| Différence:          |       | -4,65 % | +6,40 % | +10,60 % |

| Année:               | 2023. | 2024.   |
| -------------------- | ----- | ------- |
| Nombre de personnes: | 765   | 772     |
| Différence:          |       | +0,91 % |